# Schwarzfußiltis
Der Schwarzfußiltis (Mustela nigripes) ist eine in Nordamerika verbreitete Raubtierart aus der Untergattung der Iltisse innerhalb der Familie der Marder (Mustelidae). Schwarzfußiltisse nutzen als Beutetier überwiegend Präriehunde. Die Ausrottung der als Landwirtschaftsschädlinge eingeordneten Präriehunde in vielen Gebieten Nordamerikas führte entsprechend zu einem Bestandszusammenbruch beim Schwarzfußiltis.
1996 wurde der Schwarzfußiltis von der IUCN Red List als in der freien Wildbahn ausgestorben gelistet, es gab jedoch noch eine Population in Gefangenschaft. Dank Nachzuchtprogrammen konnte das Überleben dieser Art gesichert werden. 2013 gab es dann wieder etwa 1200 Schwarzfußiltisse in der freien Wildbahn. Der heute in freier Wildbahn lebende Bestand geht auf in Gefangenschaft gezüchtete Individuen zurück.

## Beschreibung
Schwarzfußilitsse haben wie alle Iltisse einen lang gestreckten, schlanken Körper mit kurzen Gliedmaßen und relativ kurzem Schwanz. Ihr Fell ist überwiegend gelbbraun gefärbt, der Kopf ist weiß und ist um die Augen mit einer dunklen, maskenartigen Gesichtszeichnung versehen. Ebenfalls schwarz sind die Beine und der hinterste Teil des Schwanzes. Diese Tiere erreichen eine Kopf-Rumpf-Länge von 38 bis 50 Zentimetern, der Schwanz wird rund 11 bis 15 Zentimeter lang, und ihr Gewicht beträgt 0,7 bis 1,1 Kilogramm. Männchen werden rund 10 % schwerer als Weibchen.

## Verbreitung und Lebensraum

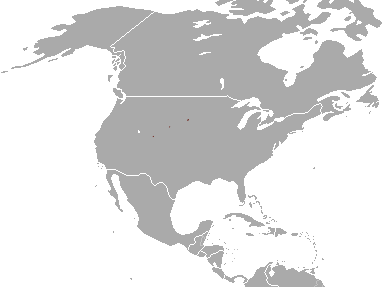
Verbreitungsgebiet des Schwarzfußiltis – lediglich drei kleine Punkte im Mittleren Westen der USA

Ursprünglich waren Schwarzfußiltisse in der Prärie-Region des mittleren Nordamerika beheimatet. Ihr Verbreitungsgebiet erstreckte sich von Alberta und Saskatchewan bis Arizona und Texas. Heute gibt es mehrere kleine Populationen in Montana, South Dakota, Wyoming und Arizona, die alle auf Wiederansiedlungsprogramme zurückzuführen sind. Ihr Lebensraum sind Grasländer.

## Lebensweise und Ernährung

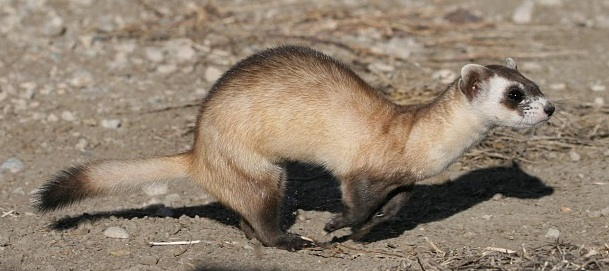
Rennender Schwarzfußiltis

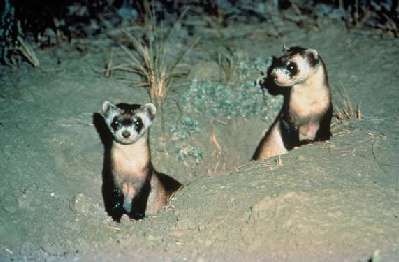
Zwei Schwarzfußiltisse

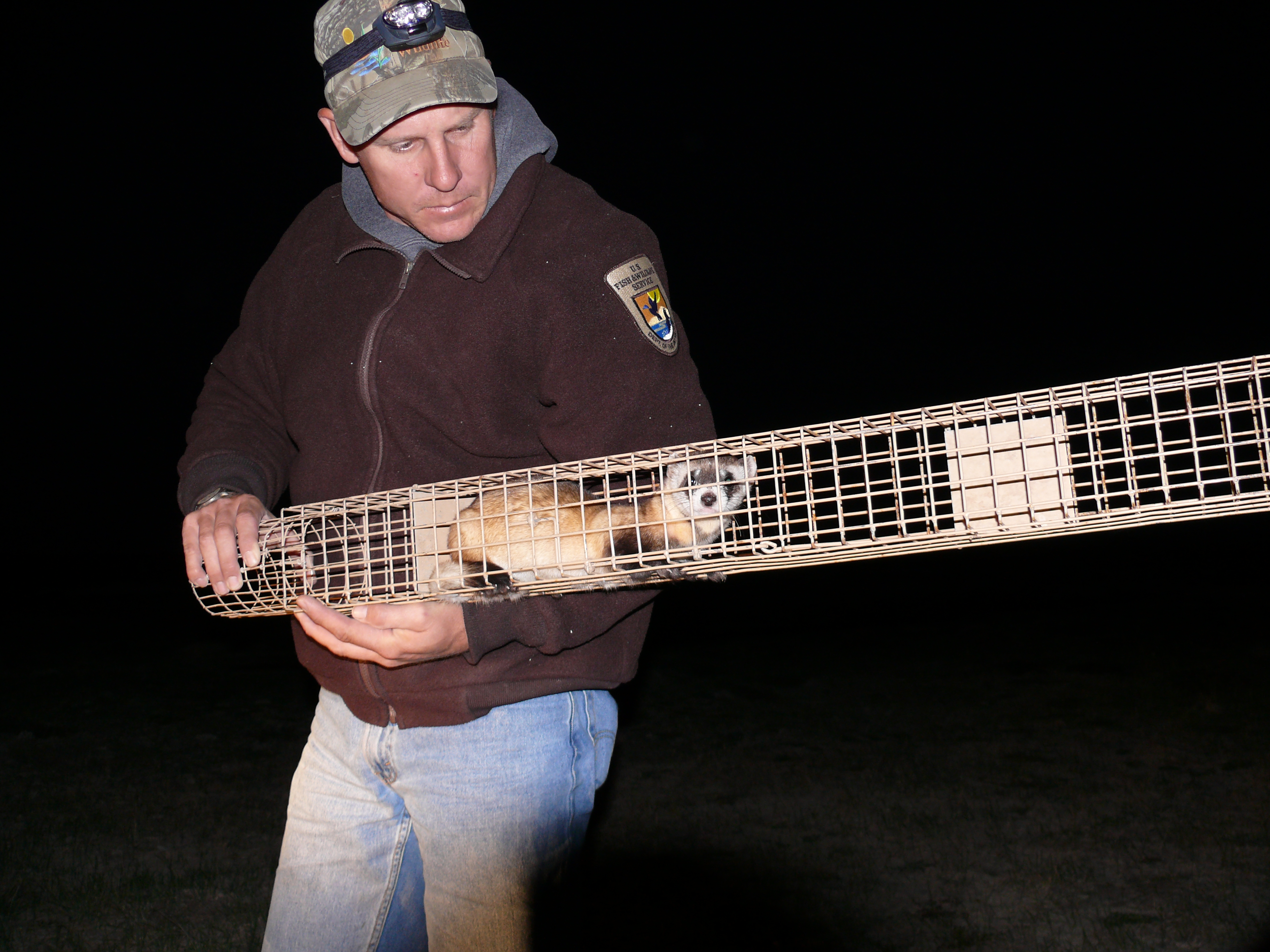
Im Rahmen eines Wiederansiedlungsprojektes eingefangener Schwarzfußiltis

Die Lebensweise der Schwarzfußiltisse ist eng an Präriehunde gekoppelt. Sie benutzen deren Baue als Ruheplätze und Jagdreviere. Sie gehen bei Dämmerung oder Nacht auf die Jagd und ziehen sich tagsüber in ihre Baue, die meist umgebaute Präriehundbauten sind, zurück. Sie leben einzelgängerisch und verteidigen ihr Revier vehement gegen Artgenossen.
Präriehunde machen dementsprechend auch 90 % ihrer Nahrung aus; in geringem Ausmaß verzehren sie auch andere Kleinsäuger wie andere Erdhörnchen und Mäuse.

## Fortpflanzung
Die Paarungszeit liegt in den Monaten März und April. Nach rund 42- bis 45-tägiger Tragzeit bringt das Weibchen im Mai oder Juni ein bis sechs (durchschnittlich drei) Jungtiere zur Welt. Im Herbst trennen sie sich von ihrer Mutter, die Geschlechtsreife tritt mit rund einem Jahr ein. Die Lebenserwartung von Tieren in menschlicher Obhut betrug bis zu zwölf Jahre.

## Bedrohung und Schutz
Bis Anfang des 20. Jahrhunderts waren Schwarzfußiltisse weit verbreitet. Ihre Zahl wird für den Beginn des 20. Jahrhunderts auf fünf bis sechs Millionen geschätzt. Zu jenem Zeitpunkt waren Präriehunde, die ihre wichtigste Nahrungsquelle darstellen, in den Prärien Nordamerikas noch weit verbreitet und ihre Bestandszahl sehr hoch. Mit der großflächigen Ausrottung der Präriehunde, die als Landwirtschaftsschädlinge betrachtet wurden, setzte auch ein sehr starker und schneller Bestandsrückgang bei den Schwarzfußiltissen ein. Im US-Bundesstaat Oklahoma wurden Schwarzfußiltisse bereits 1932 nicht mehr beobachtet, in Nebraska waren sie 1949 ausgestorben.
Nachzuchtbemühungen setzten bereits gegen Ende der 1960er Jahre ein. 1964 wurde in dem im Westen von South Dakota gelegenen Mellette County eine kleine Population von Schwarzfußiltissen entdeckt. Sechs der Tiere wurden 1971 gefangen, um mit einem Nachzuchtprogramm zu beginnen. Sie starben jedoch nach unerwarteten Komplikationen durch eine Staupe-Impfung. Mit weiteren Fängen aus dieser Population versuchte man jedoch erneut, ein Zuchtprogramm zu begründen. Die wildlebende Population in South Dakota erlosch 1975, das letzte Individuum aus dem in Gefangenschaft gehaltenen Teil dieser Population starb 1979. Damit galt die Art als ausgestorben.
Der Schwarzfußiltis wird als Beispiel für den Romeo-Irrtum genannt. Eine Kette von Zufällen führte zur Entdeckung einer bis dahin unbekannten Kolonie von Präriehunden in Wyoming, in der auch Schwarzfußiltisse lebten. Ein Hofhund hatte ein wieselähnliches Tier getötet, der Besitzer des Hundes brachte den Kadaver zu einem Taxidermisten, um den Kadaver ausstopfen zu lassen. Dem Taxidermisten war die Art nicht bekannt, was ihn veranlasste, einen Mitarbeiter des Naturschutzes anzurufen. Noch im Oktober dieses Jahres gelang es zwei Biologen, einen lebenden Schwarzfußiltis in dieser Region zu fangen. Eine intensive Suche führte dann zur Entdeckung einer großen Präriehundkolonie, in der nach Zählung im Jahre 1982 nicht weniger als 129 Schwarzfußiltisse lebten. Im Frühjahr 1985 war der Bestand jedoch auf 52 Iltisse gefallen und betrug im Herbst, unter anderem durch den Ausbruch einer Staupe-Epidemie, nur noch 16 Individuen. Man entschied sich erneut für ein Nachzuchtprogramm und begann mit dem Fang von Individuen im Verlauf des Jahres 1985. Der heutige Bestand geht auf 18 Individuen zurück, die in dieser Kolonie gefangen wurden.
Das Nachzuchtprogramm war erfolgreich, und im Jahr 1991 wurden erstmals wieder Schwarzfußiltisse ausgewildert. Bis zum Jahr 2001 gab es Auswilderungen im Charles M. Russel National Wildlife Refuge und Bellnap Indian Reservation (beide im Osten von Montana), im Badlands National Park und den Buffalo Gap National Graslands (beide im West von South Dakota), im Osten von Wyoming (Shirley Basin), im Nordwesten von Arizona (Aubrey Valley) und im Grenzland von Utah und Colorado (Coyoty Basin) sowie in Janus im Norden des mexikanischen Bundesstaates Chihuahua, wo die derzeit größte Präriehundkolonie besteht. Nicht jede dieser Wiederansiedelungen war erfolgreich; sowohl in Wyoming als auch im Gebiet von Colorado/Utah starben die ausgewilderten Tiere sämtlich an Krankheiten. Als besonders erfolgreich gelten die beiden Auswilderungen in South Dakota, wo von 1994 bis zum Jahr 2001 insgesamt 225 Jungtiere geboren wurden und der dort lebende Bestand auf 200 Individuen geschätzt wird. Die Gesamtpopulation wurde im Jahr 2005 wieder auf 500 Exemplare geschätzt. Im Jahre 2013 gab es wieder etwa 1200 Schwarzfußiltisse in freier Wildbahn.

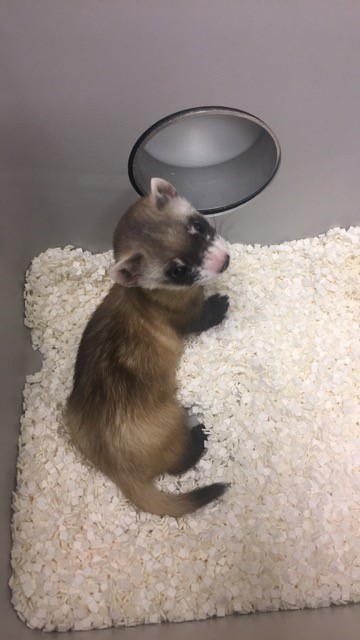
Elizabeth Ann im Februar 2021 im Alter von 54 Tagen. Ihre Geburt und Aufzucht gilt als Meilenstein in der Erhaltung gefährdeter Tierarten durch Klonung

Im Jahr 2020 schlossen sich Mitarbeiter des Zoos von San Diego, der Naturschutzorganisation Revive & Restore, der ViaGen Pets and Equine Company und des U.S. Fish and Wildlife Service für ein Klonprojekt zusammen. Hierfür wurde die DNA eines Mitte der 1980er Jahre gestorbenen Weibchen namens Willa ausgewählt, das keine lebenden Nachkommen hinterlassen hatte. Am 10. Dezember 2020 gelang die erste erfolgreiche Geburt eines Klons, ein Weibchen namens Elizabeth Ann. Die Wissenschaftler hoffen durch diese Maßnahmen den Genpool der Iltisse zu vergrößern und damit gegen die silvatische Pest widerstandsfähigere Tiere zu züchten. Experten schätzen, dass das Genom dieses Weibchens dreimal so viel genetische Vielfalt enthält wie das der noch existierenden Schwarzfußiltisse. Anfang November 2024 wurde bekannt gegeben, das eines der klonalen Tiere, genannt Antonia, nach der Paarung mit einem dreijährigen Männchen zwei gesunde Jungtiere geboren hat.

## Einzelbelege
1. ↑   Paul A. Johnsgard: Great Wildlife of the Great Plains. University Press of Kansas, 2003, ISBN 0-7006-1224-6, S. 60
2. ↑   Paul A. Johnsgard: Great Wildlife of the Great Plains. University Press of Kansas, 2003, ISBN 0-7006-1224-6, S. 60
3. ↑   Paul A. Johnsgard: Great Wildlife of the Great Plains. University Press of Kansas, 2003, ISBN 0-7006-1224-6, S. 61
4. ↑  Simon A. Black: Chapter 11: Assessing Presence, Decline, and Extinction for the Conservation of Difficult-to-Observe Species. In: Francesco Maria Angelici, Lorenzo Rossi (Hrsg.): Problematic Wildlife II: New Conservation and Management Challenges in the Human-Wildlife Interactions. 1. Auflage. Springer, Cham 2020, ISBN 978-3-03042334-6, S. 359–392, hier S. 366, 386 f., doi:10.1007/978-3-030-42335-3 (i–xiv, 1–649).
5. ↑   Paul A. Johnsgard: Great Wildlife of the Great Plains. University Press of Kansas, 2003, ISBN 0-7006-1224-6, S. 61
6. ↑   Paul A. Johnsgard: Great Wildlife of the Great Plains. University Press of Kansas, 2003, ISBN 0-7006-1224-6, S. 62
7. ↑   Paul A. Johnsgard: Great Wildlife of the Great Plains. University Press of Kansas, 2003, ISBN 0-7006-1224-6, S. 63
8. ↑  "Black footed Ferret". Defenders magazine, Herbst 2013, 88 (4): 22.
9. ↑  Douglas Main: A black-footed ferret has been cloned, a first for a U.S. endangered species. National Geographic, 18. Februar 2021, abgerufen am 20. Februar 2021 (englisch).
10. ↑  Ferret becomes first North American endangered species to be cloned. BBC, 20. Februar 2021, abgerufen am 21. Februar 2021 (englisch).
11. ↑  Advancements for Black-footed Ferret Conservation Continue with New Offspring from Cloned Ferret | U.S. Fish & Wildlife Service. 1. November 2024, abgerufen am 11. November 2024 (englisch).